# Vlag van Paraguay
De vlag van Paraguay werd aangenomen in 1842. De emblemen en afmetingen zijn door de eeuwen heen verschillende keren veranderd. Het embleem op de achterzijde van de vlag verschilt van dat op de voorzijde.
De Paraguayaanse vlag heeft drie horizontale banen: een rode, een witte en een blauwe. De kleuren van deze driekleur werden beïnvloed door de Franse Tricolore, die als een symbool van de vrijheid gezien werd. De kleuren zijn erg belangrijk voor de Paraguayaanse bevolking. 
De Paraguayaanse vlag zonder wapen is bijna identiek aan de Nederlandse vlag.
Het rood staat voor het patriottisme, de heldenmoed, gelijkheid en gerechtigheid. Het wit staat voor puurheid, de unie en de vrede. Het blauw staat voor de rust, liefde, kennis en vrijheid. 
Aan de voorzijde van de vlag staat het nationale wapenschild: een vijfpuntige ster binnenin een groene cirkel, met daarrond de woorden 'República del Paraguay'. De ster symboliseert de dag van onafhankelijkheid, 14 mei 1811. 
Aan de andere kant van de vlag staan een leeuw en de nationale leus Paz y Justicia.

## Geschiedenis
De eerste vermelding van de rode, witte en blauwe driekleur dateert van 15 augustus 1812, toen deze werd gehesen in Asunción met een wapenschild in het midden. De driekleur dateert uit 1806, toen de troepen van Paraguay witte, blauwe en rode vlaggen wapperden om Buenos Aires te steunen tegen de Britse invasie. Volgens een andere versie introduceerde dictator José Gaspar Rodríguez de Francia de vlag, gemodelleerd naar de Franse driekleur, omdat hij een bewonderaar van Napoleon was.
Er worden ook andere vlaggen genoemd voor de tussenliggende periode. Zo werd er op 17 juni 1811 voor de inhuldiging van het congres een vlag gehesen met de kleuren rood-geel-blauw en het wapen van de koning als embleem. Andere vlaggen waren een rood-wit-blauwe met een brede middenstreep en een blauwe vlag met een witte ster in de rechterbovenhoek.
De beeldverhouding werd verschillende keren gewijzigd. Het wapenschild werd in beide kanten veranderd in 1990 en in 2013.

? Vlag van Paraguay, voor 1811
? Eerste voorlopige vlag van 1811.
? Tweede voorlopige vlag van 1811.
? Derde voorlopige vlag van 1811-1812
? Vlag van Paraguay, 1812-1826
? Vlag van Paraguay, 1826-1842
? Vlag van Paraguay, 1842-1954
?? Achterzijde van de Paraguayaanse vlag, 1842-1954
? Vlag van Paraguay, 1954-1988
?? Achterzijde van de Paraguayaanse vlag, 1954-1988
? Vlag van Paraguay, 1988-1990
?? Achterzijde van de Paraguayaanse vlag, 1988-1990
? Vlag van Paraguay, 1990-2013
?? Achterzijde van de Paraguayaanse vlag, 1990-2013